# 47 Dywizja Strzelców
47 Dywizja Strzelców – związek taktyczny piechoty Armii Czerwonej okresu wojny domowej w Rosji i wojny polsko-bolszewickiej.

## Formowanie i walki
Sformowana jesienią 1919. W składzie 12 Armii walczyła z oddziałami Denikina. W grudniu 1919 przerzucono ją na Front Południowo-Zachodni do rejonu Mozyrza. Tu poniosła duże straty w walkach z Grupą Poleską gen. Sikorskiego. Podczas polskiej ofensywy na Kijów, w rejonie Teterewa złożyła broń. Resztki oddziałów wcielono do 58 Dywizji Strzeleckiej.
W czerwcu 1920 odtworzona w ramach 14 Armii. Walczyła pod Tarnopolem, Brodami, Zbarażem i Lwowem. 27 i 28 sierpnia nie potrafiła przełamać obrony polskiej 12 Dywizji Piechoty.
Podczas odwrotu Armii Czerwonej poniosła wysokie straty w boju pod Jampolem z polską 1 Brygadą Kawalerii. Po zawarciu rozejmu walczyła z oddziałami URL na Ukrainie. W grudniu 1920 została rozformowana.

## Struktura organizacyjna
Skład na dzień 12 lipca 1920:
- dowództwo dywizji
- 139 Brygada Strzelców
  - 415 pułk strzelców
  - 416 pułk strzelców
  - 417 pułk strzelców
- 140 Brygada Strzelców
  - 418 pułk strzelców
  - 419 pułk strzelców
  - 420 pułk strzelców
- 141 Brygada Strzelców
  - 421 pułk strzelców
  - 422 pułk strzelców
  - 423 pułk strzelców

## Dowódcy dywizji
- I.I. Smolin (XI 1919 – III 1920)[1]
- N.G. Krapiwianski (III – V 1920)[1][3]
- N.I. Sziło (VI – VIII 1920)[1]
- T.P. Krugliakow (VIII – IX 1920)[1]
- M.E. Miedwiediew (IX – XII 1920)[1]